# Auxotrophie
Als auxotroph (griechisch αυξανω „auxano“ – „ich wachse“, und τροφή „trophe“ – „Ernährung“) bezeichnet man Organismen, die bestimmte essentielle Substanzen nicht selbständig synthetisieren können und somit darauf angewiesen sind, diese Stoffe aus der Umwelt aufzunehmen.

## Eigenschaften
Ein Beispiel für eine Auxotrophie sind Milchsäurebakterien, die aufgrund ihrer Spezialisierung auf nährstoffreiche Medien angewiesen sind und viele lebensnotwendige Stoffe nicht mehr selbst synthetisieren können. Ist ein Organismus auxotroph für eine Substanz, wird diese Mutante zum Beispiel im Falle einer Adenin-Auxotrophie als "Ade−" bezeichnet.
Das Gegenteil von Auxotrophie wird Prototrophie genannt. Es handelt sich dabei um Organismen, die nicht auf Suppline (Wachstumsfaktoren) angewiesen sind, also alle benötigten Stoffe selbst synthetisieren können.
Auxotrophien treten häufig infolge von Mutagenese als Mutationen im Genom auf. Transformiert man eine auxotrophe Mutante (umgangssprachlich: Mangelmutante) mit einem Vektor, der das fehlende funktionsfähige Gen trägt, so kann das intakte Gen den auxotrophen Defekt ausgleichen. Die Mutante ist dann wieder in der Lage, den Stoff selbst zu synthetisieren. In diesem Fall spricht man von einer Komplementation.
Transformiert man eine auxotrophe Mutante mit einem Vektor, der das komplementierende Gen und ein zu untersuchendes Gen trägt, so kann man prüfen, ob beide Gene erfolgreich in den Organismus integriert wurden, denn nur bei komplementierten Mutanten wurde der Vektor und somit das zu untersuchende Gen aufgenommen. Daher werden auxotrophe Mutanten in der modernen Genetik häufig als Alternative zu bakteriellen Resistenzmarkern bei der Transformation von Genen eingesetzt.
Treten in einem Organismus bei vielen Zufallsmutanten niemals Mangelmutanten bezüglich eines Stoffes auf, so kann davon ausgegangen werden, dass in diesem Organismus redundante Biosynthesewege für diesen Stoff existieren.
Auxotrophien werden unter anderem durch einen Wachstumshemmtest nachgewiesen.